# Roseth Arnold
Roseth Arnold (Csépányfalva, 1857. szeptember 7. – Budapest, 1936. március 28.) tanár, klasszika-filológus, egyetemi oktató.

## Élete
Roseth Benjámin (1814–1885) kereskedő és Zipser Ilona fia. Középiskolai tanulmányait az Iglói Evangélikus Főgimnáziumban (1869–1877) végezte, majd 1880-ig a Budapesti Tudományegyetem bölcseleti hallgatója volt. 1881-ben tanári oklevelet nyert klasszika–filológiából. 1885 és 1887 között az Aradi Királyi Főgimnáziumban, 1887 és 1906 között a Szolnoki Állami Főgimnáziumban tanított. Később a Budapesti V. Kerületi Állami Főgimnázium latin és görög nyelv rendes tanára lett. 1911-től Budapesten a középiskolai tanárképző-intézet tanáraként dolgozott, majd egyetemi tanárként a Budapesti Tudományegyetemen. 1885. május 23-án kikeresztelkedett és felvette a római katolikus vallást. Halálát érelmeszesedés okozta.
Cikkei az aradi főgimnázium Értesítőjében, a Kölcsey Egyesület Évkönyvében, az Országos Tanáregylet Közlönyében jelentek meg. Írt könyvismertetéseket is az Egyetemes Philologiai Közlönybe.
Felesége Ábel Ilona (1866–1932) volt, Ábel Manó és Lőwy Franciska lánya.

## Művei
- Görög alaktan a homerosi nyelv alapján iskolai használatra. Budapest, 1889. (Ism. Egyetemes Philologiai Közlöny, 1890).
- Latin nyelvtan. I. Alaktan, mondattani előismeretekkel. Gymnasiumok számára. Budapest, 1896. (Ism. Egyetemes Philologiai Közlöny 1889. 2. javított kiadás, 1902. Ism. Hivatalos Közlöny 17. sz. 3. kiadás 1906. Budapest)
- Latin olvasó- és gyakorlókönyv a gymnasium I. osztálya számára. Budapest, 1896. (2. javított kiadás, Budapest, 1902. és 1905.)
- Latin olvasó- és gyakorlókönyv a gymnasium II. osztálya számára. Budapest, 1897. és 1905. (Ism. Egyetemes Philologiai Közlöny 1898.).
- Latin nyelvtan. II. Mondattan. Gymnasiumok számára. Budapest, 1899. (2. kiadás. Budapest, 1905.). (Ism. Hivatalos Közlöny és Egyetemes Philologiai Közlöny 2. kiadás. Budapest, 1905.).
- Latin olvasókönyv Cornelius Neposból. A gymnasium III. osztálya számára. Budapest, 1899. (Jeles Írók Iskolai Tára LX. Ism. Hivatalos Közlöny).
- Szemelvény Phaedrus meséiből. A gymnasium III. osztálya számára. Magyarázattal és szótárral ellátva. Budapest, 1900. és 1904. (Görög és római remekírók iskolai könyvtára).
- Szemelvények C. Julius Caesar Commentarii de bello Gallico című művéből. A gymnasiumok IV. osztálya számára. Magyarázattal és szótárral ellátva. Budapest, 1901. Térképpel.
- Curtiusból szemelvények. A gymnasium IV. osztálya számára. Magyarázattal és szótárral. Budapest, 1901. (Jeles Írók Iskolai Tára 68.).
- Latin stilusgyakorlatok Corn. Neposhoz és Phaedrushoz. A gymnasium III. osztálya számára. Budapest, 1903. (Fodor Gyulával együtt).
- A görög infiniiivus absolutus eredete (Budapest, 1917)